# Poecilolycia browni
Poecilolycia browni är en tvåvingeart som först beskrevs av Charles Howard Curran 1933.  Poecilolycia browni ingår i släktet Poecilolycia och familjen lövflugor. Inga underarter finns listade i Catalogue of Life.